# Kadr

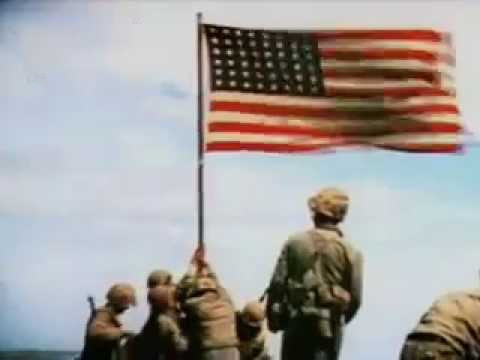
Przykładowy kadr filmowy

Kadr, klatka filmowa lub tylko klatka – pole obrazu tworzonego przez obiektyw, wydzielone do obserwacji w urządzeniu optycznym.
W urządzeniach, w których istotne jest obserwowanie całego pola obrazu generowanego przez obiektyw, kadr ma kształt generowany przez okular i jest to obraz, co do zasady, w postaci koła (np. w lornetkach, lunetach, lupach, mikroskopach czy teleskopach).
W niektórych urządzeniach służących do obserwacji kadr jest jednak prostokątnym wycinkiem koła, jak np. w części peryskopów.
Szczególnym rodzajem kadru są okulary, w których jest on kształtu wynikającego z budowy ramki lub nawet z kształtu samej soczewki, gdy ramka nie obejmuje jej całej. Taki kadr może być dowolnego kształtu.
Natomiast w urządzeniach rejestrujących obraz, kadr ma pole obrazu wynikające z przyjętych założeń i jest to najczęściej wycinek obrazu pierwotnego przycięty do kwadratu lub prostokąta, aczkolwiek gdy istotne jest utrwalenie całego obrazu, to pierwotny obraz kołowy jest w całości kadrem, a otacza go wtedy nieistotne tło zapełniające resztę prostokąta (np. w obiektywach typu rybie oko).
W urządzeniach rejestrujących obraz statyczny (aparatach fotograficznych) lub obraz ruchomy (kamerach filmowych bądź telewizyjnych) kadr ma najczęściej kształt prostokątny lub nawet kwadratowy, wydzielony do pojedynczej klatki zarezerwowanej na błonie fotograficznej lub taśmie filmowej, objęty ramami pola naświetlanego przez obiektyw. W kinematografii pojedynczy kadr jest uznawany za najmniejszą (statyczną) jednostkę budulca filmowego.
Rozmiar kadru jest uzależniony od wielkości naświetlanego materiału lub elektronicznej matrycy światłoczułej. Popularne błony światłoczułe mają szerokość 8 mm, 16 mm, 35 mm i 70 mm. Aparaty średnioformatowe używają błon 60 mm bez perforacji i wykonują kadry 6×4,5 cm, 6×6 cm, 6×7 cm oraz 6×9 cm. Najpopularniejsze aparaty małoobrazkowe używają taśm 35 mm z perforacją i wykonują kadry o rozmiarach 36×24 mm, których na jednej taśmie może mieścić się, zgodnie ze standardem, 24 lub 36.
Kadrem jest także naświetlone pole dużych klisz (np. płyty fotograficznej), powierzchnia (obecnie praktycznie nie stosowanych) szkiełek fotograficznych, a nawet zdjęcie rentgenowskie.
Istnieje wiele formatów klatkowego zapisu animacji, w których liczba wyświetlanych klatek na sekundę waha się od 16 do 60.

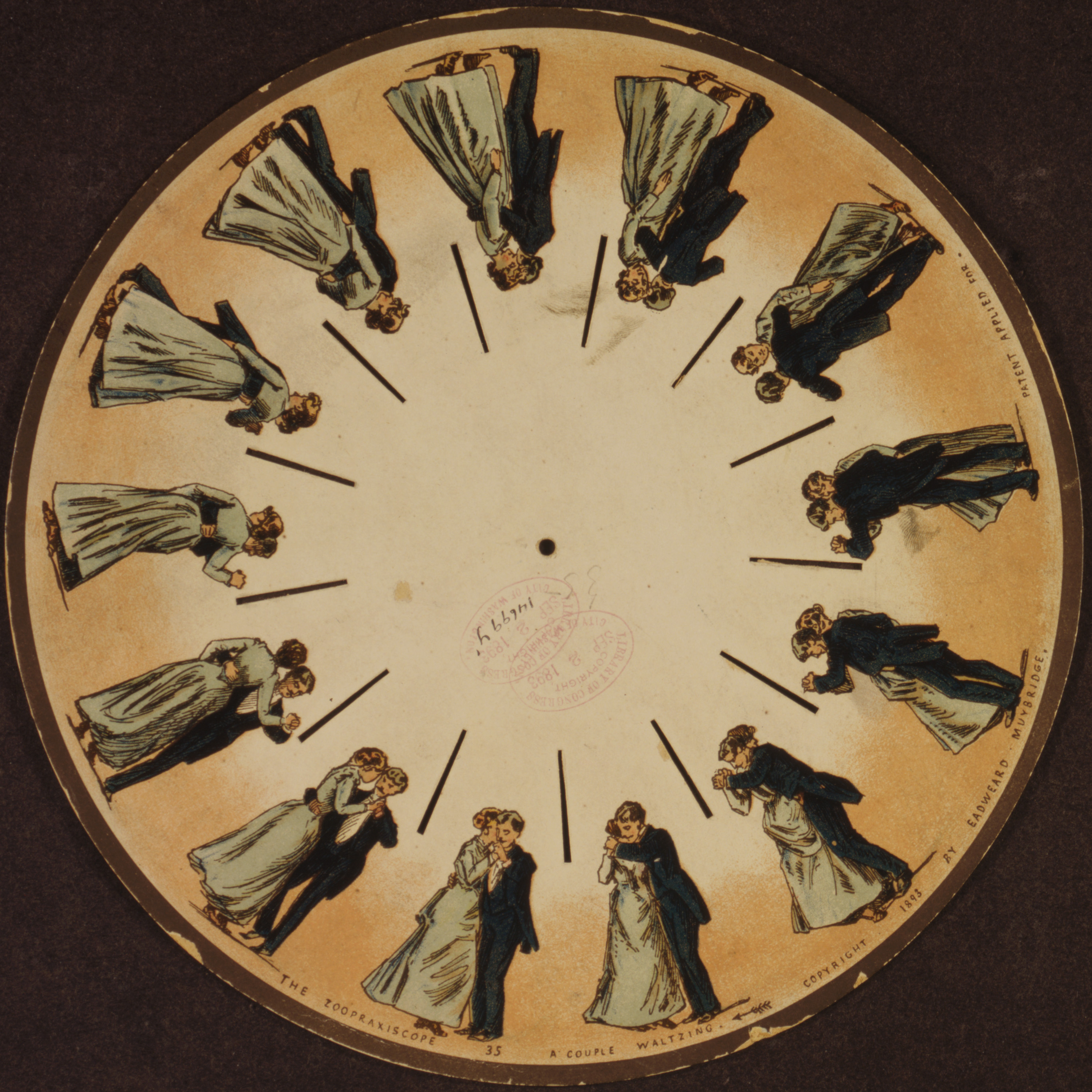
Dysk z XIX wieku z klatkami krótkiej animacji
Odpowiadająca mu animacja – 13 klatek